# Oleg Grigoriev (poète)
Pour les articles homonymes, voir Oleg Grigoriev et Grigoriev.
Oleg Grigoriev (russe : Олег Евгеньевич Григорьев) (né le 6 décembre 1943, mort le 30 avril 1992) est un poète et artiste russe et soviétique, représentant de l'underground de Léningrad, et considéré comme étant dans la lignée du mouvement Oberiou.

## Biographie
Oleg Grigoriev naît au cours de la Seconde Guerre mondiale, pendant l'évacuation de la région de Vologda. Après la guerre, son père sombre dans l'alcoolisme et sa mère l'emmène à Léningrad où elle s'installe. Il commence très tôt à peindre et à écrire des vers. L'un de ses poèmes les plus connus, J'ai demandé à l'électricien Petrov... a été écrit à l'âge de 16 ans. Après ses études secondaires, Grigoriev s'inscrit dans une école d'art, mais en est bientôt expulsé parce qu'il peint « de façon déplacée ». Il trouve alors des emplois de garde, chauffeur, ouvrier saisonnier et concierge.
En 1970, il publie son premier ouvrage Les Excentriques (« Чудаки »), un recueil de poésie pour enfants. Peu après, il est accusé de parasitisme et condamné à travailler sur le chantier public d'une usine.
En 1975, il participe à l'exposition artistique à la Maison de la Culture Nevski.
En 1981, son second recueil de poèmes pour enfants, Vitamine de croissance (« Витамин роста ») est publié. Ces poèmes lui vaudront une grande renommée, mais attireront la critique des apparatchiks littéraires soviétiques, et d'une partie des écrivains officiels, dont Sergueï Mikhalkov, qui aurait été scandalisé par un poème dans lequel un oiseau dit qu'une branche ressemble à une cage, sauf que les barreaux sur la branche sont plus espacés : il y aurait vu une prise de position anti-soviétique.
Le résultat est que deux des éditeurs du livre sont congédiés et que la qualité de membre de l'Union des Écrivains, qui lui aurait permis de s'affranchir des petits boulots, lui est refusée. Il devient de plus en plus dépendant à l'alcool, dépendance qui était apparue lors de son séjour en camp de travail.
Un nouveau livre pour enfants, Le Corbeau qui parle (« Говорящий ворон ») paraît en 1987.
En 1989, il écope d'une condamnation avec sursis pour s'être battu en état d'ivresse avec un policier. La condamnation aurait pu être plus sévère, mais plusieurs écrivains russes, dont Andreï Bitov et Bella Akhmadoulina avaient demandé à la cour l'indulgence pour le poète.
En 1991, il devient finalement membre de l'Union des Écrivains.
Il meurt le 30 avril 1992 d'un ulcère perforé. Il est enterré au Cimetière Volkovo de Saint-Pétersbourg.
Son premier recueil de poèmes pour adultes est publié après sa mort, en 1993. Depuis lors, ses poèmes, aussi bien pour adultes que pour enfants, sont republiés régulièrement, et certaines de ses œuvres ont été traduites en allemand et en français.

## Œuvres publiées
- (fr) Et alors ? (12 petits contes sélectionnés et illustrés par Vitali Konstantinov et traduits par Marion Graf), Genève : Éditions La Joie de lire, 2010 — 32 p.  (ISBN 978-2-88908-044-1)
- (ru) Шли вперед — пришли назад. — М.: Азбука-классика, 2010. — 224 p.  (ISBN 978-5-9985-0571-3).
- (ru) Птица в клетке. Стихи и проза. — СПб.: изд. Ивана Лимбаха, 2007. — 270 p.  (ISBN 978-5-89059-116-6).
- Чудаки и другие. Стихи. — СПб.: ДЕТГИЗ, 2006. — 127 p.
- Хулиганские стихи. — СПб.: Амфора, 2005. — 96 p.  (ISBN 5-94278-855-3).
- Стихи для детей. — М.: Самокат, 2005. — 80 p.  (ISBN 978-5-902326-38-0).
- (de) Ich hatte viele Bonbons mit... — Düsseldorf: Grupello Verlag, 1997. — 52 p.  (ISBN 3-928234-60-9).
- Птица в клетке. Стихи и проза. — СПб.: изд. Ивана Лимбаха, 1997. — 270 p. —  (ISBN 5-89059-009-X)
- Чудаки. — СПб.: Mitkilibris, 1994. Авторское повторение первой книги Олега Григорьева 1971 г. с послесловием В. Гусева и Е. Гусевой.
- Вся жизнь: Стихи. СПб.: Искусство-СПб, 1994.
- Стихи. Рисунки. — СПб.: Нотабене, 1993. — 239 p.
- Двустишия, четверостишия и многостишия. — СПб: Камера хранения, 1993. — 124 p.
- Митьки и стихи Олега Григорьева: Альбом. — М.: ИМА-пресс, 1991.
- Стихи. Буклет. — М.: Прометей, 1990.
- Говорящий ворон. Стихи. — Л.: Детская литература, 1989. — 64 p.
- Витамин роста. — М.: Детская литература, 1981. — 64 p.
- Чудаки. — Л.: Детская литература, 1971. — 60 p.
- Quelques poèmes d'Oleg Grigoriev, ainsi qu'une évocation de l'auteur, figurent dans l’Anthologie de la poésie russe pour enfants, traduits par Henri Abril. Circé poche, 2006  (ISBN 978-2-84242-216-5)